# Amnirana
Amnirana Dubois, 1992  é um género de anfíbio anuro pertencente família Ranidae.

## Espécies
- Amnirana albolabris (Hallowell, 1856)
- Amnirana amnicola (Perret, 1977)
- Amnirana asperrima (Perret, 1977)
- Amnirana darlingi (Boulenger, 1902)
- Amnirana fonensis Rödel and Bangoura, 2004
- Amnirana galamensis (Duméril and Bibron, 1841)
- Amnirana lemairei (De Witte, 1921)
- Amnirana lepus (Andersson, 1903)
- Amnirana nicobariensis (Stoliczka, 1870)
- Amnirana occidentalis (Perret, 1960)
- Amnirana parkeriana (Mertens, 1938)